# Candido Portinari
Candido Portinari (Brodowski, 29 dicembre 1903 – Rio de Janeiro, 6 febbraio 1962) è stato un pittore brasiliano, il maggior rappresentante dell'arte brasiliana del XX secolo.

## Biografia

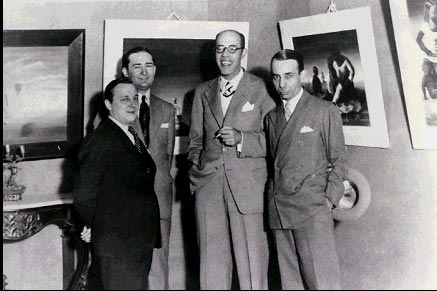
Da sinistra a destra: Candido Portinari, Antônio Bento, Mário de Andrade e Rodrigo Melo Franco

Nacque in una fazenda di caffè chiamata Santa Rosa nell'entroterra dello Stato di San Paolo, figlio degli emigrati italiani Giovan Battista Portinari e Domenica Turcato, originari di Chiampo e Tezze sul Brenta (VI), che ebbero dodici figli (Candido era il secondogenito).
Portinari non completò neanche le scuole superiori, infatti a 14 anni poté emergere subito la sua vocazione artistica, dopo che un gruppo di pittori e scultori italiani impegnati nel restauro delle chiese lo reclutò come aiutante.
A 16 anni, Portinari lasciò San Paolo e parte per Rio de Janeiro, per frequentare la Scuola nazionale di Belle Arti. Infatti tra il 1918 ed il 1920 fu allievo della scuola ed a 20 anni già partecipava a diverse esposizioni, ottenendo elogi da diverse testate di arte.
Inizia a emergere in questi anni il suo interesse per il movimento modernista, che riceveva ancora modesta considerazione nel panorama artistico
In parte grazie ai premi che vinse, fece alcuni viaggi di studio, come in Gran Bretagna, in Spagna, in Italia, ed infine a Parigi. Quest'ultimo soggiorno, in particolare, avvenuto tra il 1928 ed il 1931 gli consentì di sviluppare il suo stile, dopo esser stato a contatto con pittori allora molto conosciuti nella capitale transalpina, come Othon Friesz e Kees van Dongen.
Inoltre a Parigi conobbe la 19enne uruguaiana Maria Martinelli (1912-2006), con cui passerà il resto della sua vita.
Nel 1931 torna a Rio de Janeiro mosso dalla nostalgia per la sua terra, ma rinnovato nello stile: ha abbandonato la tridimensionalità ed il rispetto dei volumi, contrapponendo una esaltazione dei colori e dei simboli; gradualmente abbandona la tela e le pitture ad olio, ed inizia a dedicarsi ad affreschi e murali.
Cabeça de mulato (1934) è un’opera significativa nel contesto dei ritratti di Portinari, uno dei suoi linguaggi più rappresentativi. Nel corso della sua vita, Portinari dipinge oltre settecento ritratti. Gli interessarono in particolare ritrarre tipologie di brasiliani “popolari”, tra cui contadini mulatti e di colore e umili migranti.
Dal 1936 al 1939 insegnò all'Università federale di Rio de Janeiro.
Del periodo 1936-1945 è il grande ciclo di affreschi al Ministero dell'Educazione brasiliano: Il lavoro della terra, I giochi dei bambini, I quattro elementi.
Nel 1939 espose tre tele nel Padiglione Brasile alla Esposizione Universale di New York del 1939, attraendo su di sè ulteriormente l'attenzione della critica, ed in particolare di Alfred Barr Jr., direttore del Museum of Modern Art. Questi comprò la sua tela "Morro do Rio" per esporla nel MoMA, consacrando Portinari all'arte mondiale. Successivamente gli vennero commissionati due murali per la Biblioteca del Congresso di Washington, la sua tela Cafè del 1934 venne premiata dalla Carnegie Institution.
A questo periodo risalgono inoltre le famose tempere murali, a grandi pannelli, delle sale di Radio-Tupi, a Rio e a San Paolo. Il suo intervento nella conferenza Sentido Social del Arte evidenzia l'importanza e la responsabilità sociale dei murali per la loro finalità educativa e di sensibilizzazione, delineando la figura del "pittore sociale" in quanto interprete del popolo, messaggero dei suoi sentimenti ma anche “colui che desidera pace, giustizia, libertà". Oltre che attraverso i soggetti della sua arte, Portinari ebbe un ruolo attivo nella politica brasiliana: nel 1945 si affiliò al Partito Comunista Brasiliano, arrivando a candidarsi dapprima come Deputato federale, e successivamente come Senatore alle elezioni di gennaio 1947, in entrambi i casi non riuscendo ad arrivare al numero di voti necessario per la carica ambita.
A maggio del 1947, Portinari si recò in Argentina, dove fu accolto dagli intellettuali rioplatensi. Conobbe qui il poeta cubano Nicolás Guillén, di cui fece un ritratto che venne esposto nel Salón Peuser ed il poeta spagnolo Rafael Alberti, che gli dedicò più tardi una poesia. 
Per fuggire alle persecuzioni contro i comunisti del governo Dutra, da novembre 1947 a giugno 1948, Portinari andò in esilio in Uruguay.
Nel 1952 una amnistia generale permise a Portinari di rientrare in Brasile. Nello stesso anno, ebbe luogo la prima edizione della Biennale di San Paolo, in cui veniva dedicata all'opera di Portinari una intera sala espositiva. 
Poco dopo realizzò i suoi affreschi più noti (La Guerra e La Pace) si trovano a New York nel palazzo delle Nazioni Unite, alla cui inaugurazione Portinari non poté presenziare di persona a causa del suo legame con il Partito Comunista Brasiliano. In seguito il mecenate Ciccillo Matarazzo provò ad organizzare una esposizione a San Paolo, "riportando a casa" i pannelli, senza riuscirci. Solo nel 2010, 53 anni dopo, i celebri pannelli riuscirono ad essere finalmente esposti in Brasile, precisamente al Theatro Municipal di Rio de Janeiro. 
Nel 1954, Portinari soffrì di una grave intossicazione saturnina, a causa del piombo presente nei colori che utilizzava per dipingere. Non curante delle raccomandazioni mediche, Portinari continuò imperterrito a dipingere ed a viaggiare: nel 1962 il comune di Barcelona invitava Portinari ad esporre più di 200 tele. 
Il 6 febbraio dello stesso anno, Candido Portinari muore intossicato nuovamente dal piombo. Venne sepolto nel Cimitero di São João Batista a Rio de Janeiro.

## Stile
“...Nessun pittore dipinse di più un paese quanto Portinari dipinse il suo" (Israel Pedrosa). Attraverso i suoi temi sociali, storici, contadini, urbani, i volti e le feste popolari, la infanzia, ma anche la flora, la fauna, il paesaggio ed i ritratti dei grandi brasiliani trova ampio significato la riflessione di Pedrosa. Nonostante si dichiarasse ateo, trattò ampiamente anche soggetti religiosi e folklorici.
Fu uno dei più importanti rappresentanti del Neorealismo.
Sotto la suggestione dell'arte italiana, introdusse nella sua pittura elementi di gusto quattrocentesco, ma presto la sua visione si orientò verso un racconto estremamente drammatico, attingendo nei fondali del barocco coloniale per esprimere un clima aspro, bruciante eroico, e spietato; il suo linguaggio, mediazione tra cultura europea (Pablo Picasso e i surrealisti) e cultura indigena, è quello di un espressionismo geometrizzante esaltato da violente contrapposizioni di volumi e da segni concitati, teso fino a immagini metamorfiche e con richiami alle atmosfere tropicali. La sofferenza umana, la miseria delle regioni selvagge del Brasile, l'angoscia e l'abbrutimento degli indigeni, gli orrori della guerra, le fosche visioni allucinate di una catastrofe, sono i temi consueti alla pittura di Portinari.
Su tale piano si pongono opere come Vittime della guerra, Vittime della siccità e Bambino che piange del 1945; Bandito brasiliano con donna e Donna che piange del 1947.
Hanno scritto di lui, a margine della esposizione parigina del 1946 presso la Galerie Charpentier, André Salmon, Jean Cassou, Germain Bazin. 
In Italia scrisse di lui Eugenio Luraghi (Candido Portinari: un Michelangelo brasiliano, Rotary, Milano, novembre 1983)

## Opere
As Meninos e piões e Favela fanno parte della collezione permanente della Fondazione Maria Luisa e Oscar Americano. 
La più importante collezione "sacra", comprende 23 opere comprensive di pitture ed affreschi, nella Chiesa Bom Jesus da Cana Verde, nel centro cittadino di Batatais, nello stato di San Paolo, a 16 km dalla sua città natale, Brodowski. 
Partecipò all'ambizioso progetto di Juscelino Kubitschek, allora sindaco di Belo Horizonte: la costruzione del Complesso Architettonico di Pampulha, a Belo Horizonte. Tale progetto fu realizzato dall'architetto Oscar Niemeyer e comprendeva la Chiesa di São Francisco de Assis, il Museu de Arte da Pampulha (MAP), la Casa do Baile, il Tennis Club Iate e la Casa Kubitschek, dove il sindaco passava i suoi finesettimana. Portinari curò la realizzazione degli affreschi e la supervisione di alcune opere plastiche.
Una delle opere più importanti di Portinari, O lavrador de cafè, fu rubata dal Museo d'arte di San Paolo, all'alba del 20 dicembre 2007, insieme al quadro Ritratto di Suzanne Bloch, di Pablo Picasso. Furono restituite l'8 gennaio 2008, senza riportare danni.
Alcune opere, in ordine cronologico:
- Meu Primeiro Trabalho, 1921
- Baile na Roça, 1924
- Paisagem com bananeiras, 1927
- Favelas, 1930
- Retrato de Maria, 1932
- Roundelay, 1932
- Hill, 1933
- Meio Ambiente, 1934
- O Mestiço, 1934
- Flautista, 1934
- Índia e Mulata, 1934
- Colhedores de Café, 1935
- Futebol, 1935
- Retirantes, 1936
- Cana, 1938
- Ferro, 1938
- O Lavrador de Café, 1939
- Grupo de Meninas Brincando, 1940
- Namorados, 1940
- Paisagem de Brodósqui, 1940
- A descoberta da terra, 1941
- São Francisco de Assis, 1941
- Sapateiro de Brodowski, 1941
- Catechesis, 1941
- Discovery of Gold, 1941
- Chorinho, 1942
- Lavadeiras, 1943
- Criança Morta, 1944
- Os retirantes, 1944
- Dead Boy, 1944
- Marriage on the farm, 1944
- Mulher Chorando, 1944
- Meninos e piões, 1947
- A primeira missa no Brasil, 1948
- O Painel Tiradentes, 1948
- Navio Negreiro, 1950
- Guerra e Paz, 1952
- Menino com carneiro, 1953
- Cena rural, 1954
- Scarecrow, 1955
- Boys Playing, 1955
- Dom Quixote e Sancho Pança Saindo para Suas Aventuras, 1956
- Menino com Pássaro, 1957
- Auto-Retrato, 1957
- Coffee Harvest, 1958
- Scarecrow, 1958
- Corn harvest, 1959
- Gaiola I - do livro Menino de Engenho, 1959
- Scarecrow, 1959
- Denise com carneiro branco, 1961
- Dom Quixote, 1961